# Pamís
El Pamís (en grec: Πάμισoς) és el riu més important de Messènia, al sud del Peloponès, que té les fonts al vessant occidental del Taíget i desamboca al Golf de Messènia vora la vila de Messini.
A l'antiguitat, el Pamís formava la frontera entre Messènia i Lacònia, segons diu Estrabó. Desaiguava a la mar vora la ciutat de Pefnos, a uns 5 km al sud de Leuctra.